# Endothenia affiliana
Endothenia affiliana es una especie de polilla del género Endothenia, categorizada en la tribu Olethreutini, de la subfamilia Olethreutinae.

## Distribución
Se distribuye por Canadá.

## Taxonomía
Fue descrita por McDunnough en 1942 y publicada en (Endothenia), Can. Ent. 74: 63.